# Denis Levaillant
Pour les articles homonymes, voir Levaillant.
Denis Levaillant est un pianiste, compositeur et écrivain français reconnu notamment pour son travail d’improvisation et d’orchestration. Il est le créateur d’une vingtaine de spectacles musicaux dont le ballet symphonique La Petite Danseuse de Degas et de plus de 140 œuvres de concert. 

## Biographie

### Jeunesse et vie privée
Denis Levaillant est né le 3 août 1952 à Paris. Il est le petit-fils de Maurice Levaillant, poète, professeur de lettres et critique, spécialiste de Chateaubriand et le fils de Raymonde et Jean Levaillant, professeur de lettres. A 5 ans, il découvre le piano. Très doué, il a pour professeure à Nancy Magdeleine Mangin qui lui enseigne dès ses 12 ans l’harmonie, le contrepoint et les bases de la composition. C’est à cet âge qu’il décide qu’il vivra de sa musique[réf. incomplète]. 
Adolescent, ses héros sont à parts égales Karlheinz Stockhausen, Jimi Hendrix et Ornette Coleman[réf. incomplète]. Il consacre ses études au piano, à l’écriture musicale ainsi qu’à la logique et la philosophie à Nancy puis à Paris,. En 1969, après avoir passé le bac avec 20/20 en mathématiques, il intègre la khâgne du Lycée Louis le grand. En 1974, à Paris 1 Sorbonne il obtient une maîtrise de philosophie. 

### Carrière

#### Années 70: le piano
Sa carrière de pianiste professionnel démarre au début des années 70. A cette époque, il étudie tous les principaux instruments : le vibraphone pour comprendre les percussions, le violoncelle pour comprendre les cordes et la clarinette et le trombone pour comprendre les vents. Ces connaissances approfondies des instruments et le respect de leur valeur intrinsèque auront un impact sur son orchestration future[réf. non conforme].
Très tôt, l’expérience professionnelle de Denis Levaillant se distingue par son éclectisme. Dans un même récital, le soliste surprend et mélange des musiques très différentes comme le classique (notamment Haydn, Liszt et Ravel), le jazz et ses propres créations. 
Le pianiste se produit dans des concerts de musique populaire, classique et contemporaine, des récitals de piano (avec au centre de ses programmes Liszt) et des concerts de jazz. Pionnier de l’ouverture des esthétiques il collabore avec des jazzmen des scènes française et internationale.
Parmi eux, on peut compter Pierre Rigaud, Jean-Jacques Avenel, Didier Levallet, Mino Cinelu, Jean-Louis Chautemps, Pierre Favre, Bernard Lubat, Tony Coe, Kenny Wheeler, Jean-François Jenny-Clark, Michel Portal, Barry Altschul ou Barre Phillips...
C’est en 1973 qu’il entame sa collaboration créatrice avec Radio France puisqu’il compose Circus Virus pour l’Atelier de Création de France Culture, sa toute première oeuvre officielle de compositeur.
Denis Levaillant est également reconnu comme un grand improvisateur. Il publie en 1980 L’Improvisation musicale (Essai sur la puissance du jeu), une approche large de l’improvisation, bien au-delà du jazz, la musique contemporaine et la musique ancienne. Dans ce livre-témoignage, devenu depuis sa parution une référence sur le sujet, l’auteur présente ses réflexions ainsi que celles d’une vingtaine de musiciens improvisateurs qu’il a interviewés.

#### Années 80: le spectacle vivant
Lorsqu’il a 26 ans, Denis Levaillant est sollicité pour sa première commande pour une musique de ballet par l’Opéra National de Paris. C’est sa première commande importante de composition.
C’est en 1981 qu’il crée l’association « Bleu 17 » avec pour optique de servir de nouvelles formes de spectacle musical, et de produire ses propres spectacles. Il défend l’idée que la création contemporaine doit quitter son ghetto et s’appuyer sur tous les supports possibles : théâtre, danse, cinéma, cirque, radio. C’est un pionnier dans la multidiffusion du son en spectacle qu'il développe en collaboration avec Daniel Deshays, Jean-Pierre Morkerken et Marc Piera. 
Reconnu comme un créateur important de spectacles musicaux, il en crée une vingtaine entre 1983 et 2006, tous genres confondus (voix chantées, théâtre, magie, instruments, lumière, son..) parmi lesquels on retrouve Les Passagers du delta (créé en trio avec Barre Phillips et Barry Altschul), son opéra O.P.A Mia (1990) créé dans des décors d’Enki Bilal pour le festival d’Avignon, et le ballet symphonique La Petite danseuse de Degas (Chorégraphie Patrice Bart, Opéra Garnier 2003, repris en 2005 et 2010 et depuis entré au répertoire de l'Opéra de Paris).
Il collabore également à plus d’une trentaine de spectacles vivants : de cirque, de ballets (avec Dominique Bagouet, Stéphanie Aubin, Brigitte Lefèvre, Dominique Petit, Caroline Marcadé), de théâtre (avec Alain Françon).
Pendant cette période, Denis Levaillant participe aux premiers traitements numériques sur le son à l’INA-GRM. Inspiré par ces nouvelles techniques, il les applique à l’écriture instrumentale (Piano Transit, 1983). Parallèlement, il continue de collaborer avec Radio France et il obtient en 1988 le Prix de la RAI au prix Italia en 1988 pour Speakers.
Il se lance également dans des recherches sur l'harmonie et la polyphonie vocale (Les Pierres noires, 1984), et se tourne, dans les années 1990, vers l'écriture symphonique.
Il développe aux Editions Lattès dans la collection dirigée par Odile Cail Musique et musiciens une série de livres sur les instruments de musique, éclectiques et très documentés (Piano, Violon, Flûte, Saxophone).

#### Années 90: la synchronisation et le cinéma
Denis Levaillant défend l’idée que la création contemporaine doit s’associer à l’audiovisuel. La musique est pour lui un art dramaturgique et cinématique.
En 1995, L’Ensemble Intercontemporain et le Musée du Louvre lui commandent une musique pour La Femme sur la lune, le dernier film muet de Fritz Lang.
Aidé par l’éditeur Frédéric Leibovitz, il commercialise son catalogue enregistré et il est régulièrement synchronisé dans l'audiovisuel (cinéma et télévision) dans le monde entier,. 

##### Le Cabinet de Musique Généraliste (CMG)
Avec l'éditeur Frédéric Leibovitz, en 1995, Denis Levaillant co-crée le Cabinet de Musique Généraliste (C.M.G.). Cette initiative avant-gardiste avait pour ambition de fédérer des compositeurs de différentes scènes, telles que celles de la musique contemporaine, de l'électro-acoustique ou du jazz, pour les sensibiliser à la musique pour l'image. Il dirige la production discographique. Outre Bernard Parmegiani, ont participé entre autres à cette entreprise Philippe Hersant, Allain Gaussin, Bruno Letort, l'Orchestre de Contrebasses, Gilles Racot, Christian Zanesi, Michel Redolfi, Césarius Alvim, Calin Ioachimescu et Doina Rotaru.
Parmi ces synchronisations, on peut noter quelques exemples récents comme la bande originale du film IMMORTEL d’Enki Bilal en 2004, le titre Home Lands intégré à la B.O. de La Vie d'Adèle d'Abdellatif Kechiche (Palme d'Or au Festival de Cannes 2014), le titre Psychopath, conçu pour l’image, intégré comme générique de fin dans la vidéo Bitch Better Have My Money de Rihanna en 2015, deux oeuvres pour orchestre synchronisées dans la B.O. de The Lost Daughter en 2021 (Nomination à l'Oscar de la meilleure actrice).
Durant la seconde moitié des années 90, le compositeur donne naissance à des œuvres comme Echo de Narcisse, un concerto pour piano, Le Clair, l’obscur pour quatuor à cordes, ou encore Paysages de Conte, concerto pour orchestre et  le Tombeau de Gesualdo, pour contre-ténor et douze voix mixtes.
Conseiller du Directeur de la Musique à Radio France pendant deux ans - Pascal Dumay - il invente et met en place en 1998 la série hebdomadaire de création Alla Breve[réf. nécessaire].

#### Années 2000: Composition symphonique
En 2002, l’Opéra de Paris lui commande La Petite danseuse de Degas, un ballet symphonique, qui connait un grand succès (il sera créé en 2003 à Garnier et repris en 2005 et 2010, filmé par France 2 et édité en DVD par Arthaus). Trois ans plus tard, c’est l’Orchestre Philharmonique qui lui commande L’Opéra de la lune pour orchestre et récitant, en 2005, d’après le conte de Jacques Prévert.
En 2014, Denis Levaillant compose Pachamama Symphony, une œuvre en six mouvements.  Composée pour un orchestre d’harmonie, elle est inspirée par des musiques natives andines qui l’ont fortement marqué au cours de ses nombreux voyages en Bolivie, notamment de grands groupes de flûtes de l’altiplano.
Son catalogue varié est homogène, représentatif de ce que Denis Levaillant appelle une "nouvelle musique française", une musique sophistiquée à la portée de tous : “une musique d'aujourd'hui pour tout le monde“. Sa recherche principale reste celle de l'expression, conçue sous une forme dramaturgique. Elle peut passer par la virtuosité instrumentale ou de l'écriture, mais aussi par une recherche d'inouï ou d'étrange, sans interdit particulier.
En 2014, il a été invité pour des master classes et des concerts dans 15 universités américaines.

### L’alpiniste
Denis Levaillant est également un alpiniste passionné. Il a grimpé dans les années 1970 et 80 en Oisans avec Jean-Michel Cambon et Bernard Francou. Depuis les années 90, il pratique l’andinisme sauvage, plus particulièrement en Bolivie. Proche de l’alpiniste et militant politique Alain Mesili (découvreur des cordillères de l’Altiplano), le duo ouvre de nouvelles voies en cordée alpine réversible. Parmi leurs expéditions, il y a la première traversée Gora de Hielo/Pico Esperanza/Pico Emma Maria (TD, 6050 m) en 2002, la première répétition (depuis 30 ans) de la voie Khoya Khoyu à l’Illimani (TD+, 6400m) en 2004 et la première ascension du pilier Levaillant/Mesili dans la face est du Chearoko (TD+, 6127m) en 2006,.

## Prix et Récompenses
- 1983 : Lauréat de la Villa Médicis « hors les murs » (New York)
- 1987 : Prix Tendance
- 1988 : Prix Italia (prix international de création radiophonique), Prix du Jury à l'unanimité pour Speakers

## Discographie
- 1973 : Son dernier Tango
- 1975 : Attention l’armée, LP Live Records TDC 05
- 1978 : Instable, LP Ad Lib 2002
- 1979 : Trans-Musiques, LP Freebird
- 1983 : Direct, Piano solo, disque 33 tours NATO 140
- 1984 : Six séquences pour Alfred Hitchcock, LP Nato 304
- 1984 : Barium Circus, LP Nato 382
- 1986 : Passages, Trio avec Barre Phillips et Barry Altschul, CD Thesis THJ 82 016
- 1990 : Musiques pour le théâtre, CD Thesis THC 82 038
- 1991 : Musiques pour le piano, CD Thesis THC 82 051
- 1991 : Musiques pour la danse, CD Thesis THC 82 053
- 1992 : Musiques pour les voix, CD Thesis THC 82 054
- 1993 : NEXT, CD Koka Media KOK2072
- 1995 : Génériques potentiels, CD Cézame CEZ 4009
- 1996 : Théâtres, CD Cézame CEZ 4012
- 1997 : Shorts !, CD Cézame CEZ 4014
- 1998 : L’Etrange, CD Cézame CEZ 4015
- 1999 : Out The/Ailleurs, Double CD Cézame CEZ 4019
- 2000 : Direct, CD Tangram TC 6042
- 2001 : Figures, CD CMG #11/Harmonia Mundi Musique de chambre pour : Quatuor à cordes, quintette à vent, clarinette basse, quatuor de saxophones, quintette de cuivres et guitare électrique.
- 2002 : Dark Textures & Drones, CD KOKA Media KOK 2234
- 2003 : Documentary line, CD Cézame CEZ 4023 à 4029
- 2006 : Paysages avec piano, CD Cézame CEZ 4045
- 2007 : Drone Music, CD Cézame CEZ 4051/4052
- 2008 : Modern Acoustic Sketches, CD Koka Media 2306
- 2009 : Music Is The Film, CD Universal pour ensemble
- 2012 : The Fear Factory, CD en ligne Cézame CEZ 4097
- 2014 : Cinematic Edge Vol.1, CD en ligne Cézame CEZ 4148
- 2015 : City organix, CD en ligne Cézame CEZ 4191
- 2018 : Haydn Early and late Sonatas, CD DLM 3018
- 2019 : Aurora Borealis, CD Koka Media 2489
- 2019: Cinematic orchestral music VOL1, CD GUM Universal 049
- 2019: Cinematic orchestral music VOL 2, CD GUM Universal 090
- 2020: Electro Space Piano, CD DLM 3120
- 2020: Cinematic orchestral music VOL 3, CD GUM Universal GMS 101
- 2020: Contemporary works vol.3, CD Superpitch/BMG Artist Series 17
- 2021: Contemporary works vol.4, CD Superpitch/BMG Artist Series 24
- 2021: Contemporary works vol.5, CD Superpitch/BMG Artist Series 28
- 2021: Art Gallery, CD Superpitch/BMG SUPITH_2085
- 2021: Art House Tension, CD Superpitch/BMG SUPITH_2091
- 2021: Pastiches, CD DLMéditions DLM 3221
- 2022: Art House Tension #2, CD Superpitch/BMG SUPITH_2093
- 2022: Blue Songs, CD DLMéditions DLM 3322
- 2022: Art House Tension #3, CD Superpitch/BMG SUPITH_2102
- 2023: Solo Piano for the Soul, CD Superpitch/BMG SUPIAS_4065

## Publications
- 1974 : Musique, Idéologie, Politique, mémoire de maîtrise de Philosophie (Esthétique) sous la direction d’Olivier Revault d’Allonnes
- 1978 : Interdit d’antenne, Essai, Le Dernier terrain vague (Ouvrage collectif de l’équipe démissionnaire de France Musique en 1976)
- 1980 : L’improvisation musicale, Essai Lattès, rééd. Actes Sud 1996
- 1983/1984 : Eloge de l’outil, série publiée par Le Monde de la Musique
- 1986 : Le Piano, Éditions J.C.Lattès/Salabert, rééd. DLMéditions 2010
- 1990 : Un bout de tuyau avec quelques trous, Corps écrit n° 35
- 1990 : Auteur de musique, Hors Cadre n°8, consacré à «l’état d’auteur»
- 1991 : Enki Bilal, un décorateur ?, Catalogue Un/Sur/Un, Le Pythagore
- 1991 : Trois motifs pour le jazz, Revue d’esthétique, Jazz, Jean-Michel Place
- 1992 : Pour une musique nouvelle, manifeste pour une autre pratique, inédit
- 1994 : La Femme sur la Lune, réﬂexion sur la relation musique et image, Musique d’ Ecran, Musée du Louvre.
- 2006 : O.P.A. MIA, Livre-DVD Illustré, broché, Éditions du Point d'Exclamation / diffusion Harmonia Mundi 2006 / réed. DLM 2017
- 2006 : En lisant, en jouant, en écrivant (1), Rainy Days, programme de la Philharmonie de Luxembourg.
- 2008 : L’Opéra de la Lune, Livre-CD illustré- Gallimard jeunesse
- 2008 : Cent ans de bonheur, contribution à la Fête de la Musique sur le thème de la musique de ﬁlm
- 2008 : A quoi l’art pense-t-il ?, Contribution au débat du Théâtre des idées en Avignon, Flammarion
- 2008 : En lisant, en jouant, en écrivant (2) in Filigrane n°8, Delatour
- 2010 : La Petite danseuse de Degas, Media-book illustré DVD, Arthaus
- 2011 : Les Musiciens de Brême, Livre + CD DLM éditions 2211
- 2012 : Eloge du musical, DLM 2412
- 2012 : Paysages de conte, DLMéditions Mediabook + CD Œuvres pour orchestre
- 2013 : Les Passagers du delta, DLMéditions Mediabook + CD trio jazz avec Barre Phillips et Barry Altschul
- 2014 : Manhattan Rhapsody, DLMéditions Mediabook + CD œuvres pour et avec saxophone
- 2015 : L’Art de l’improvisation au piano, Livre DVD illustré, DLP éditions 2815
- 2017 : O.P.A. MIA (My Tender Bid), Mediabook illustré + DVD DLM éditions 2917
- 2023 : Le Voyage immobile, Mediabook illustré + 2 CD DLM éditions 3422
- 2023 : Le Lien, l'Alliance, Ecrits sur la musique 1978-2020, Editions Delatour

## Opéras et spectacles
- 1974 : L’oreille bée, Spectacle musical pour deux clowns musiciens et un acteur
- 1976 : Le Baigneur, opéra bouffe adapté du roman éponyme de Maurice Roche
- 1978 : Embellie fixe, Spectacle musical pour un pianiste, un acteur et un saxophoniste
- 1979 : Le jardin du sanglier, Chorégraphie Caroline Marcadé, Opéra de Paris
- 1980 : Piano Check-up, théâtre musical, pour un pianiste, un acteur et un saxophoniste - Extrait de la version radiophonique (France Culture, Prix Italia 1980) 1981 : La Chevauchée, Spectacle musical en collaboration avec Caroline Gautier (mélodies, mélodrames et improvisations d'après Franz Liszt) pour voix et piano
- 1981 : Portrait de l’artiste, Spectacle musical (mélodrame pour voix et piano), sur un texte de Maurice Roche
- 1981 : Grand Corridor, Chorégraphie Dominique Bagouet, Opéra de Montpellier
- 1982 : Dérive, Chorégraphie Brigitte Lefèvre, Opéra de Nantes
- 1982 : D.D.Blue Gold Digger, Chorégraphie Brigitte Lefèvre, Opéra de Nantes
- 1983 : Inside, Spectacle musical, pour bruiteur, trompette et violoncelle solistes, orchestre de chambre (3tp, 2tb, trio alt, vlc, cb) et électroacoustique
- 1983 : Aranzaquil, Chorégraphie Dominique Petit, Maison de la Danse de Lyon
- 1983 : Deux pièces à louer, théâtre musical pour comédiens, danseurs, musiciens... mise en scène de Piano check-up et Le Baigneur (opéra bouffe)
- 1983 : Les Pas Perdus, Chorégraphie Dominique Petit, Maison de la Danse de Lyon
- 1984 : The Blue Street, Spectacle musical pour sextet de jazz (Kenny Wheeler, Tony Coe, Yves Robert, Barre Phillips, Pierre Favre)
- 1984 : Rythm'n'shoes, Chorégraphie Aby Dance Trio, concours de Bagnolet (électroacoustique)
- 1986': Eaux-fortes, Chorégraphie Dominique Petit, Saint-Quentin-en-Yvelines
- 1986 : Le Dernier Pèlerinage, Spectacle musical, montage et arrangements des dernières œuvres de Franz Liszt
- 1986 : Les Passagers du delta, Spectacle musical pour trio jazz, avec Barre Phillips et Barry Altschul
- 1987 : Les heures défaites, Chorégraphie Bouvier/Obadia, Théâtre de la ville, Paris
- 1987 : Solo piano solo, Spectacle musical, mise en scène de Douze mouvements, Piano transit et Souvenirs de Félicité
- 1989 : O.P.A MIA, mise en scène d'André Engel et décors d'Enki Bilal. Opéra, pour orchestre de chambre (3 quintettes), chœurs, deux chanteurs et deux comédiens solistes
- 1989 : Passage de l’heure bleue, Chorégraphie Stéphanie Aubin, GRCOP, Opéra de Paris
- 1992 : Lettres de Georgie, Ballet, chorégraphie de Caroline Marcadé
- 1993 : Piano Circus, théâtre musical pour un pianiste et un magicien, avec Abdul Alafrez - texte Henri Michaux voix Elise Caron
- 1994 : Poètes et burlesques, Spectacle musical, pièces pour piano accompagnant un programme de films Pathé des années 1910.
- 1995 : Passions, Spectacle musical, concert vocal mis en lumières, reprenant Les Pierres noires, Sunny Cash passion, Compassion, Madrigaux de guerre et Tombeau de Gesualdo.
- 1995 : La Femme sur la Lune, Spectacle musical, musique pour huit solistes
- 1998/1999 : Techno Space Piano, Spectacle musical pour un pianiste, un DJ platines et diffusion sonore.
- 1999/2000 : Eloge de la radio, Spectacle musical pour 15 musiciens, deux bruiteurs de radio et diffusion sonore
- 2003 : La Petite danseuse, Chorégraphie Patrice Bart, Opéra de Paris
- 2005/2006 : Un petit rien-du-tout, Mélodrame pour piano et voix d’après le livre de Maurice Roche, Un petit rien-du-tout tout neuf plié dans une feuille de persil (Editions Gallimard)
- 2009/2010 : Les Musiciens de Brême, conte musical d'après le récit des frères Grimm, pour sept musiciens et un récitant

## Pièces et commandes radiophoniques
- 1973 : Circus Virus, pièce radiophonique (textes, musique et interviews) / Première diffusion : Atelier de Création Radiophonique de France-Culture, 1er Janvier 1974.
- 1975/1977 : France Musique la Nuit (trente émissions d’une heure conçues comme des créations sonores)
- 1977 : Madrigoal
- 1977 : Ici Monterverdi, Pièce radiophonique (texte, musique et interviews) en collaboration avec Maurice Roche et Jean-Yves Bosseur / Première diffusion : France Culture "La Musique et les Hommes", 1978.
- 1980/1981 : Piano Check-up, version radiophonique / Commande : de Radio-France pour le prix Italia, traitement électroacoustique réalisé à l'INA-GRM / Première diffusion : Atelier de Création Radiophonique de France Culture, 2 mai 1993.
- 1984 : Question de principe, Pièce radiophonique utilisant des extraits d'Inside / Premier enregistrement : LP Nato 304 "Six Séquences pour Alfred Hitchcock", 1984
- 1984 : Souvenirs de Félicité : Pièce radiophonique, pour voix, piano et sons électroacoustiques
- 1984 : Comme un polar : Pièce radiophonique, en collaboration avec Christian Zanési /  Première diffusion : France-Musique, 24 Décembre 1984.
- 1987/1988 : Speakers, pièce radiophonique, Prix de la RAI au Italia 1988
- 1993 : Inside, pièce radiophonique / Première diffusion : 2 mai 1993, Atelier de Création Radiophonique de France Culture
- 1993 : Le Baigneur, Version radiophonique / Première diffusion: : 2 mai 1993, Atelier de Création Radiophonique de France Culture
- 1997 : Couleurs des jours, Commande: Radio France Culture pour son habillage quotidien
- 1997/1998 : Virgule des jours, Commande: Radio France Inter pour son habillage quotidien

## Musiques pour l’image
- 1978 : La petite Annonce, Musique pour le film d'Alain Guesnier (saxophone soprano, piano et électroacoustique)
- 1979 : 74 rue de Boissy, Musique pour le film d'Alain Guesnier (violoncelle et piano)
- 1981 : Adieu Pyrénées, Musique pour le film d'Alain Guesnier (trio piano, contrebasse et saxophone ténor)
- 1984 : Elektra, Musique pour le film d'Alain Guesnier, (électroacoustique)
- 1985 : Trombone en coulisses, Musique pour le film d'Hubert Toint
- 1986 : Mot à mot, Musique pour les films courts de Philippe Truffaut, Christian Billette, Miroslav Sebestik, Christian Palligiano, Stéphane Diss
- 1987 : L’eau en formes, Musique pour le film de Christian Palligiano
- 1988 : Mother Goose, Musique pour le film de Katia Kosmalski
- 1989 : Vidéopérette, Musique pour le film de Michel Jaffrenou, pour diverses formations de chambre
- 1993 : Next, Musique électroacoustique destinée à la synchronisation au cinéma
- 1995 : La Femme sur la Lune, Spectacle musical, musique pour huit solistes accompagnant le film de Fritz Lang et éléments enregistrés
- 2003 : Dark, Musique électroacoustique destinée à la synchronisation au cinéma / Le premier à avoir utilisé des extraits de cet album pour son film est Enki Bilal pour Immortel.
- 2006 : Paysages avec piano, Œuvres pour piano conçues pour la synchronisation au cinéma
- 2006 : Drones, Musique électroacoustique conçue pour la synchronisation au cinéma
- 2008 : Blindspot, B.O.du film d’Ad Bol
- 2012 : The Fear Factory, Musique électroacoustique conçue pour l’image, percussions du monde et électroacoustique (le titre Psychopath est intégré comme générique de fin dans la vidéo Bitch Better Have My Money de Rihanna en 2015).
- 2015 : City Organix, Musique électroacoustique conçue en collaboration avec Mathias Delplanque (samples originaux et rythmes down tempo)
- 2019 : Aurora Borealis, Oeuvres pour piano solo et traitements numériques

## Musiques pour le théâtre
- 1986 : Le Menteur (Corneille), mise en scène Alain Françon, Comédie Française
- 1987 : Hedda Gabler (Ibsen), mise en scène Alain Françon, Théâtre de l’Athénée
- 1988 : Palais Mascotte (Enzo Corman), mise en scène Alain Françon, Théâtre de la Bastille
- 1991 : Britannicus (Racine), mise en scène Alain Françon, Théâtre du 8ème à Lyon
- 1992 : La Compagnie des hommes (E. Bond), mise en scène Alain Françon, Théâtre de la Ville, Paris
- 1993 : La Remise (Roger Planchon), mise en scène Alain Françon, Théâtre des Amandiers, Nanterre
- 1993 : Le Canard Sauvage (Ibsen) mise en scène Alain Françon, Comédie Française
- 1995 : Le Dernier Sursaut (Michel Vinaver), mise en scène Michel Dydim, Opéra de Metz
- 1998 : Les Figures de la peur (Elsa Solal), mise en scène Christian Colin, La Coupole Scène Nationale
- 1999 : Les Vacances (JC Grumberg), mise en scène Christian Colin, La Coupole Scène Nationale
- 2000 : La Jouissance du scorpion (Véronique Olmi), mise en scène Christian Colin, Théâtre de Trèves (Allemagne)
- 2001/2002 : Fin de partie (Samuel Beckett), mise en scène Christian Colin, Théâtre de Memingen (Allemagne)

## Filmographie
- 1997 : Naissance d’un quatuor, un film de Michel Follin autour de la création du Quatuor n°2 par le quatuor Arpeggione en 1997, Mezzo
- 2008 : Denis Levaillant, un compositeur au cœur de la création, un film de Jean-Marie David, CasaDei Productions / Mezzo
- 2023: Denis Levaillant, la Joie de l'invention, un film de Nelson Castro, DLMéditions

## Principales œuvres de concert
- 1980 : Douze mouvements pour piano
- 1983 : Piano transit pour piano et transformations électroniques
- 1984 : Les Pierres noires pour chœur à douze voix
- 1985 : Éloge de l’eau électroacoustique
- 1987 : Les Heures défaites quatuor à cordes n°1
- 1990 : Études africaines pour piano
- 1991 : Chants d’amour pour piano
- 1991 : Les Couleurs de la parole, poème symphonique
- 1992 : Madrigaux de guerre pour cinq chanteurs
- 1993 : Sept prières pour un canard sauvage pour quintette à vents
- 1994 : Drama Symphony électroacoustique
- 1994 : Tombeau de Gesualdo pour contreténor et 12 voix mixtes
- 1995 : Echo de Narcisse concerto pour piano et orchestre
- 1995 : Easy/Uneasy pour clarinette basse solo
- 1996 : Attractions pour quatuor de saxophones
- 1997 : Le Clair, l’obscur, quatuor à cordes no 2
- 1997/1998 : Paysages de conte concerto pour grand orchestre
- 2003 : ElektroSpacePiano pour piano et électronique
- 2004 : Voyage tzigane Quatuor à cordes n°3
- 2005 : L'Opéra de la lune pour récitant et orchestre d'après Jacques Prévert
- 2005 : Manhattan Rhapsody pour saxophone ténor et piano
- 2006/2008 : Images-Etudes vol.1 pour piano
- 2008 : The Joyfull Night trio avec piano
- 2010 : Petits Préludes pour les petites mains pour piano solo
- 2011 : Les Accords secrets du Capitaine Nemo pour douze saxophones
- 2011 : Music Is The Film pour quatuor d'anches
- 2011/2012 : Images-Etudes vol.2 pour piano solo
- 2012 : Fantaisie pour basson et piano
- 2012 : L'Eveil pour orchestre à cordes
- 2012 : Le Fakir pour saxophone soprano et piano
- 2013 : L'Andalouse pour accordéon et quatuor à cordes
- 2013 : Portrait de Georges Cziffra pour piano solo
- 2014 : L'Aspiration au bonheur pour clarinette basse et quatuor à cordes
- 2014 : Caractères pour saxophone et flûte
- 2014/2015 : Pachamama Symphony pour orchestre d'harmonie
- 2015 : Blue Shadows pour saxophone alto et violoncelle
- 2015 : L'Intime pour trio à cordes
- 2016 : Clashduo de saxophones ténor
- 2015/2016 : Shita-Kiri Suzume pour shakuhachi solo et ensemble
- 2016/2017 : Le Livre des transformations pour grand orchestre
- 2017 : Piano songs pour piano solo
- 2017 : Un mystérieux chemin pour alto solo
- 2017 : Prélude 2018 hommage à Debussy pour piano solo
- 2018 : Un matin pour grand orchestre
- 2018 : Instantanés pour quatuor de saxophones soprano
- 2018 : Trois visages pour trombone alto et piano
- 2019 : Nocturne pour orchestre à cordes
- 2019 : La Femme-grue pour shakuhachi et ensemble
- 2019 : Danse nocturne pour accordéon solo
- 2020 : La Danse pour grand orchestre
- 2020 : Trois derviches pour trio à cordes
- 2021 : Upbeat Ceremony pour douze percussionnistes
- 2021 : Madrigaux pour quintette vocal d'après des poèmes de Verlaine
- 2021 : En piste pour trompette Bb et piano